# Sotby
Sotby – wieś w Anglii, w hrabstwie Lincolnshire, w dystrykcie East Lindsey. Leży 24 km na wschód od Lincoln i 199 km na północ od Londynu.
Miejscowość liczy 137 mieszkańców.